# 圣基拉伊索包德尧
圣基拉伊索包德尧（匈牙利語：Szentkirályszabadja）是匈牙利维斯普雷姆州所辖的一个村，总面积22.38平方公里，总人口2017，人口密度90.1人/平方公里（2010年1月1日）。